# Grupp 3 i kvalspelet till Europamästerskapet i fotboll för damer 2013
Grupp 3 i kvalspelet till Europamästerskapet i fotboll för damer 2013 var en av sju kvalificeringsgrupper till Fotbolls-EM och som spelades mellan 19 maj 2011 och 19 september 2012. I gruppen spelade Belgien, Bulgarien, Island, Nordirland, Norge och Ungern.
Vinnaren av gruppen gick direkt vidare till EM-turneringen 2013 medan grupptvåan gick vidare till playoffspel.

## Tabell
| Nr | Lag        | S  | V | O | F  | GM | IM | MS  | P  |
| -- | ---------- | -- | - | - | -- | -- | -- | --- | -- |
| 1  | Norge      | 10 | 8 | 0 | 2  | 35 | 9  | +26 | 24 |
| 2  | Island     | 10 | 7 | 1 | 2  | 28 | 4  | +24 | 22 |
| 3  | Belgien    | 10 | 6 | 2 | 2  | 18 | 8  | +10 | 20 |
| 4  | Nordirland | 10 | 3 | 2 | 5  | 12 | 15 | −3  | 11 |
| 5  | Ungern     | 10 | 3 | 1 | 6  | 18 | 22 | −4  | 10 |
| 6  | Bulgarien  | 10 | 0 | 0 | 10 | 1  | 54 | −53 | 0  |

## Matcher
|             | 19 maj 2011 | Island | 6 – 0           | Bulgarien | Laugardalsvöllur                                           |                                                            |
| 19:30 UTC±0 | 19:30 UTC±0 | Margrét Lára Viðarsdóttir 6′, 36′, 72′ (str.), 90+2′ Sara Björk Gunnarsdóttir 12′ Hólmfríður Magnúsdóttir 63′ | (3 – 0) Rapport |           | Reykjavik Publik: 1 371 Domare: Floarea Ionescu (Rumänien) | Reykjavik Publik: 1 371 Domare: Floarea Ionescu (Rumänien) |
| 19:30 UTC±0 | 19:30 UTC±0 | |                 |           | Reykjavik Publik: 1 371 Domare: Floarea Ionescu (Rumänien) | Reykjavik Publik: 1 371 Domare: Floarea Ionescu (Rumänien) |
| 19:30 UTC±0 | 19:30 UTC±0 | |                 |           | Reykjavik Publik: 1 371 Domare: Floarea Ionescu (Rumänien) | Reykjavik Publik: 1 371 Domare: Floarea Ionescu (Rumänien) |

|             | 17 september 2011 | Belgien                                  | 2 – 1           | Ungern              | KFC Dessel                                               |                                                          |
| 16:00 UTC+2 | 16:00 UTC+2       | Tessa Wullaert 43′ Audrey Demoustier 85′ | (1 – 0) Rapport | 81′ Zsanett Jakabfi | Dessel Publik: 389 Domare: Alexandra Ihringova (England) | Dessel Publik: 389 Domare: Alexandra Ihringova (England) |
| 16:00 UTC+2 | 16:00 UTC+2       |                                          |                 |                     | Dessel Publik: 389 Domare: Alexandra Ihringova (England) | Dessel Publik: 389 Domare: Alexandra Ihringova (England) |
| 16:00 UTC+2 | 16:00 UTC+2       |                                          |                 |                     | Dessel Publik: 389 Domare: Alexandra Ihringova (England) | Dessel Publik: 389 Domare: Alexandra Ihringova (England) |

|             | 17 september 2011 | Island                                                               | 3 – 1           | Norge                 | Laugardalsvöllur                                          |                                                           |
| 16:00 UTC±0 | 16:00 UTC±0       | Hólmfríður Magnúsdóttir 8′, 32′ Margrét Lára Viðarsdóttir 15′ (str.) | (3 – 0) Rapport | 70′ Ingvild Stensland | Reykjavik Publik: 3 007 Domare: Kirsi Heikkinen (Finland) | Reykjavik Publik: 3 007 Domare: Kirsi Heikkinen (Finland) |
| 16:00 UTC±0 | 16:00 UTC±0       |                                                                      |                 |                       | Reykjavik Publik: 3 007 Domare: Kirsi Heikkinen (Finland) | Reykjavik Publik: 3 007 Domare: Kirsi Heikkinen (Finland) |
| 16:00 UTC±0 | 16:00 UTC±0       |                                                                      |                 |                       | Reykjavik Publik: 3 007 Domare: Kirsi Heikkinen (Finland) | Reykjavik Publik: 3 007 Domare: Kirsi Heikkinen (Finland) |

|             | 21 september 2011 | Norge                                                                                                   | 6 – 0           | Ungern | Nadderud stadion                                            |                                                             |
| 16:30 UTC+2 | 16:30 UTC+2       | Solfrid Andersen 23′ Isabell Herlovsen 31′, 62′ Marita Lund 65′ Ingvild Stensland 78′ Gry Tofte Ims 89′ | (2 – 0) Rapport |        | Nadderud Publik: 193 Domare: Natalia Avdonchenko (Ryssland) | Nadderud Publik: 193 Domare: Natalia Avdonchenko (Ryssland) |
| 16:30 UTC+2 | 16:30 UTC+2       | |                 |        | Nadderud Publik: 193 Domare: Natalia Avdonchenko (Ryssland) | Nadderud Publik: 193 Domare: Natalia Avdonchenko (Ryssland) |
| 16:30 UTC+2 | 16:30 UTC+2       | |                 |        | Nadderud Publik: 193 Domare: Natalia Avdonchenko (Ryssland) | Nadderud Publik: 193 Domare: Natalia Avdonchenko (Ryssland) |

|             | 21 september 2011 | Island | 0 – 0   | Belgien | Laugardalsvöllur                                          |                                                           |
| 19:30 UTC±0 | 19:30 UTC±0       |        | Rapport |         | Reykjavik Publik: 2 968 Domare: Christine Beck (Tyskland) | Reykjavik Publik: 2 968 Domare: Christine Beck (Tyskland) |
| 19:30 UTC±0 | 19:30 UTC±0       |        |         |         | Reykjavik Publik: 2 968 Domare: Christine Beck (Tyskland) | Reykjavik Publik: 2 968 Domare: Christine Beck (Tyskland) |
| 19:30 UTC±0 | 19:30 UTC±0       |        |         |         | Reykjavik Publik: 2 968 Domare: Christine Beck (Tyskland) | Reykjavik Publik: 2 968 Domare: Christine Beck (Tyskland) |

|             | 22 oktober 2011 | Ungern | 0 – 1           | Island                     | Perutz Stadium                                   |                                                  |
| 14:00 UTC+2 | 14:00 UTC+2     |        | (0 – 0) Rapport | 68′ Dóra Maria Lárusdóttir | Pápa Publik: 158 Domare: Riem Hussein (Tyskland) | Pápa Publik: 158 Domare: Riem Hussein (Tyskland) |
| 14:00 UTC+2 | 14:00 UTC+2     |        |                 |                            | Pápa Publik: 158 Domare: Riem Hussein (Tyskland) | Pápa Publik: 158 Domare: Riem Hussein (Tyskland) |
| 14:00 UTC+2 | 14:00 UTC+2     |        |                 |                            | Pápa Publik: 158 Domare: Riem Hussein (Tyskland) | Pápa Publik: 158 Domare: Riem Hussein (Tyskland) |

|             | 22 oktober 2011 | Bulgarien | 0 – 1           | Nordirland           | Lovetj stadion                                         |                                                        |
| 16:00 UTC+3 | 16:00 UTC+3     |           | (0 – 1) Rapport | 10′ Jessica Stephens | Lovetj Publik: 24 Domare: Gordana Kuzmanović (Serbien) | Lovetj Publik: 24 Domare: Gordana Kuzmanović (Serbien) |
| 16:00 UTC+3 | 16:00 UTC+3     |           |                 |                      | Lovetj Publik: 24 Domare: Gordana Kuzmanović (Serbien) | Lovetj Publik: 24 Domare: Gordana Kuzmanović (Serbien) |
| 16:00 UTC+3 | 16:00 UTC+3     |           |                 |                      | Lovetj Publik: 24 Domare: Gordana Kuzmanović (Serbien) | Lovetj Publik: 24 Domare: Gordana Kuzmanović (Serbien) |

|             | 26 oktober 2011 | Belgien | 0 – 1           | Norge           | KFC Dessel                                           |                                                      |
| 16:00 UTC+2 | 16:00 UTC+2     |         | (0 – 0) Rapport | 66′ Marita Lund | Dessel Publik: 933 Domare: Kateryna Monzul (Ukraina) | Dessel Publik: 933 Domare: Kateryna Monzul (Ukraina) |
| 16:00 UTC+2 | 16:00 UTC+2     |         |                 |                 | Dessel Publik: 933 Domare: Kateryna Monzul (Ukraina) | Dessel Publik: 933 Domare: Kateryna Monzul (Ukraina) |
| 16:00 UTC+2 | 16:00 UTC+2     |         |                 |                 | Dessel Publik: 933 Domare: Kateryna Monzul (Ukraina) | Dessel Publik: 933 Domare: Kateryna Monzul (Ukraina) |

|             | 26 oktober 2011 | Nordirland | 0 – 2           | Island                                               | The Oval                                              |                                                       |
| 19:30 UTC+1 | 19:30 UTC+1     |            | (0 – 2) Rapport | 39′ Hólmfríður Magnúsdóttir 41′ Dagný Brynjarsdóttir | Belfast Publik: 382 Domare: Carina Vitulano (Italien) | Belfast Publik: 382 Domare: Carina Vitulano (Italien) |
| 19:30 UTC+1 | 19:30 UTC+1     |            |                 |                                                      | Belfast Publik: 382 Domare: Carina Vitulano (Italien) | Belfast Publik: 382 Domare: Carina Vitulano (Italien) |
| 19:30 UTC+1 | 19:30 UTC+1     |            |                 |                                                      | Belfast Publik: 382 Domare: Carina Vitulano (Italien) | Belfast Publik: 382 Domare: Carina Vitulano (Italien) |

|             | 27 oktober 2011 | Bulgarien | 0 – 4           | Ungern                                          | Lovetj stadion                                     |                                                    |
| 16:00 UTC+3 | 16:00 UTC+3     |           | (0 – 3) Rapport | 24′ (str.), 33′ Fanny Vágó 36′, 71′ Lilla Sipos | Lovetj Publik: 150 Domare: Betina Norman (Danmark) | Lovetj Publik: 150 Domare: Betina Norman (Danmark) |
| 16:00 UTC+3 | 16:00 UTC+3     |           |                 |                                                 | Lovetj Publik: 150 Domare: Betina Norman (Danmark) | Lovetj Publik: 150 Domare: Betina Norman (Danmark) |
| 16:00 UTC+3 | 16:00 UTC+3     |           |                 |                                                 | Lovetj Publik: 150 Domare: Betina Norman (Danmark) | Lovetj Publik: 150 Domare: Betina Norman (Danmark) |

|             | 19 november 2011 | Belgien                                                            | 5 – 0           | Bulgarien | KFC Dessel                                             |                                                        |
| 16:00 UTC+1 | 16:00 UTC+1      | Aline Zeler 5′, 56′ Annaelle Wiard 14′, 43′ Stéphanie van Gils 70′ | (3 – 0) Rapport |           | Dessel Publik: 866 Domare: Zuzana Kováčová (Slovakien) | Dessel Publik: 866 Domare: Zuzana Kováčová (Slovakien) |
| 16:00 UTC+1 | 16:00 UTC+1      |                                                                    |                 |           | Dessel Publik: 866 Domare: Zuzana Kováčová (Slovakien) | Dessel Publik: 866 Domare: Zuzana Kováčová (Slovakien) |
| 16:00 UTC+1 | 16:00 UTC+1      |                                                                    |                 |           | Dessel Publik: 866 Domare: Zuzana Kováčová (Slovakien) | Dessel Publik: 866 Domare: Zuzana Kováčová (Slovakien) |

|             | 19 november 2011 | Nordirland                                                 | 3 – 1           | Norge                 | Mourneview Park                                           |                                                           |
| 19:30 UTC±0 | 19:30 UTC±0      | Kirsty McGuinness 17′ Ashley Hutton 44′ Rachel Furness 74′ | (2 – 0) Rapport | 60′ Isabell Herlovsen | Lurgan Publik: 300 Domare: Florence Guillemin (Frankrike) | Lurgan Publik: 300 Domare: Florence Guillemin (Frankrike) |
| 19:30 UTC±0 | 19:30 UTC±0      |                                                            |                 |                       | Lurgan Publik: 300 Domare: Florence Guillemin (Frankrike) | Lurgan Publik: 300 Domare: Florence Guillemin (Frankrike) |
| 19:30 UTC±0 | 19:30 UTC±0      |                                                            |                 |                       | Lurgan Publik: 300 Domare: Florence Guillemin (Frankrike) | Lurgan Publik: 300 Domare: Florence Guillemin (Frankrike) |

|             | 23 november 2011 | Bulgarien | 0 – 1           | Belgien               | Lovetj stadion                                           |                                                          |
| 14:00 UTC+2 | 14:00 UTC+2      |           | (0 – 1) Rapport | 13′ Audrey Demoustier | Lovetj Publik: 30 Domare: Stéphanie Frappart (Frankrike) | Lovetj Publik: 30 Domare: Stéphanie Frappart (Frankrike) |
| 14:00 UTC+2 | 14:00 UTC+2      |           |                 |                       | Lovetj Publik: 30 Domare: Stéphanie Frappart (Frankrike) | Lovetj Publik: 30 Domare: Stéphanie Frappart (Frankrike) |
| 14:00 UTC+2 | 14:00 UTC+2      |           |                 |                       | Lovetj Publik: 30 Domare: Stéphanie Frappart (Frankrike) | Lovetj Publik: 30 Domare: Stéphanie Frappart (Frankrike) |

|             | 23 november 2011 | Ungern                                        | 2 – 2           | Nordirland                         | Városi                                          |                                                 |
| 14:00 UTC+1 | 14:00 UTC+1      | Ashley Hutton 76′ (sjm.) Szabina Tálosi 90+2′ | (0 – 1) Rapport | 32′ Julie Nelson 71′ Ashley Hutton | Sopron Publik: 85 Domare: Ausra Kance (Litauen) | Sopron Publik: 85 Domare: Ausra Kance (Litauen) |
| 14:00 UTC+1 | 14:00 UTC+1      |                                               |                 |                                    | Sopron Publik: 85 Domare: Ausra Kance (Litauen) | Sopron Publik: 85 Domare: Ausra Kance (Litauen) |
| 14:00 UTC+1 | 14:00 UTC+1      |                                               |                 |                                    | Sopron Publik: 85 Domare: Ausra Kance (Litauen) | Sopron Publik: 85 Domare: Ausra Kance (Litauen) |

|             | 15 februari 2012 | Belgien                            | 2 – 2           | Nordirland                             | Lorzestraat                                              |                                                          |
| 20:00 UTC+1 | 20:00 UTC+1      | Aline Zeler 44′ Tessa Wullaert 53′ | (1 – 0) Rapport | 51′ Catherine O'Hagan 83′ Julie Nelson | Dessel Publik: 815 Domare: Sandra Braz Bastos (Portugal) | Dessel Publik: 815 Domare: Sandra Braz Bastos (Portugal) |
| 20:00 UTC+1 | 20:00 UTC+1      |                                    |                 |                                        | Dessel Publik: 815 Domare: Sandra Braz Bastos (Portugal) | Dessel Publik: 815 Domare: Sandra Braz Bastos (Portugal) |
| 20:00 UTC+1 | 20:00 UTC+1      |                                    |                 |                                        | Dessel Publik: 815 Domare: Sandra Braz Bastos (Portugal) | Dessel Publik: 815 Domare: Sandra Braz Bastos (Portugal) |

|             | 31 mars 2012 | Bulgarien | 0 – 3           | Norge                                    | Lovetj stadion                                   |                                                  |
| 14:00 UTC+3 | 14:00 UTC+3  |           | (0 – 0) Rapport | 70′ Gry Tofte Ims 90′, 90+4′ Hege Hansen | Lovetj Publik: 100 Domare: Ausra Kance (Litauen) | Lovetj Publik: 100 Domare: Ausra Kance (Litauen) |
| 14:00 UTC+3 | 14:00 UTC+3  |           |                 |                                          | Lovetj Publik: 100 Domare: Ausra Kance (Litauen) | Lovetj Publik: 100 Domare: Ausra Kance (Litauen) |
| 14:00 UTC+3 | 14:00 UTC+3  |           |                 |                                          | Lovetj Publik: 100 Domare: Ausra Kance (Litauen) | Lovetj Publik: 100 Domare: Ausra Kance (Litauen) |

|             | 4 april 2012 | Ungern | 0 – 5           | Norge                                                                            | Széktói Stadion                                         |                                                         |
| 17:00 UTC+2 | 17:00 UTC+2  |        | (0 – 2) Rapport | 8′ Cecilie Pedersen 30′ Gry Tofte Ims 46′, 64′ Hege Hansen 60′ Ingvild Stensland | Kecskemét Publik: 200 Domare: Sofia Karagiorgi (Cypern) | Kecskemét Publik: 200 Domare: Sofia Karagiorgi (Cypern) |
| 17:00 UTC+2 | 17:00 UTC+2  |        |                 |                                                                                  | Kecskemét Publik: 200 Domare: Sofia Karagiorgi (Cypern) | Kecskemét Publik: 200 Domare: Sofia Karagiorgi (Cypern) |
| 17:00 UTC+2 | 17:00 UTC+2  |        |                 |                                                                                  | Kecskemét Publik: 200 Domare: Sofia Karagiorgi (Cypern) | Kecskemét Publik: 200 Domare: Sofia Karagiorgi (Cypern) |

|             | 4 april 2012 | Belgien            | 1 – 0           | Island | Lorzestraat                                                 |                                                             |
| 20:00 UTC+2 | 20:00 UTC+2  | Tessa Wullaert 66′ | (0 – 0) Rapport |        | Dessel Publik: 1 618 Domare: Natalia Avdonchenko (Ryssland) | Dessel Publik: 1 618 Domare: Natalia Avdonchenko (Ryssland) |
| 20:00 UTC+2 | 20:00 UTC+2  |                    |                 |        | Dessel Publik: 1 618 Domare: Natalia Avdonchenko (Ryssland) | Dessel Publik: 1 618 Domare: Natalia Avdonchenko (Ryssland) |
| 20:00 UTC+2 | 20:00 UTC+2  |                    |                 |        | Dessel Publik: 1 618 Domare: Natalia Avdonchenko (Ryssland) | Dessel Publik: 1 618 Domare: Natalia Avdonchenko (Ryssland) |

|             | 25 april 2012 | Nordirland | 0 – 1           | Ungern                  | Mourneview Park                                          |                                                          |
| 19:30 UTC+1 | 19:30 UTC+1   |            | (0 – 0) Rapport | 90+4′ (str.) Fanny Vágó | Lurgan Publik: 358 Domare: Karolina Radzik-Johan (Polen) | Lurgan Publik: 358 Domare: Karolina Radzik-Johan (Polen) |
| 19:30 UTC+1 | 19:30 UTC+1   |            |                 |                         | Lurgan Publik: 358 Domare: Karolina Radzik-Johan (Polen) | Lurgan Publik: 358 Domare: Karolina Radzik-Johan (Polen) |
| 19:30 UTC+1 | 19:30 UTC+1   |            |                 |                         | Lurgan Publik: 358 Domare: Karolina Radzik-Johan (Polen) | Lurgan Publik: 358 Domare: Karolina Radzik-Johan (Polen) |

|             | 19 maj 2012 | Nordirland                                                                            | 4 – 1           | Bulgarien                 | Solitude                                             |                                                      |
| 15:00 UTC+1 | 15:00 UTC+1 | Simone Magill 3′ Kirsty McGuinness 5′ Borislava Kireva 44′ (sjm.) Caragh Milligan 55′ | (3 – 1) Rapport | 34′ Valentina Gospodinova | Belfast Publik: 275 Domare: Linn Andersson (Sverige) | Belfast Publik: 275 Domare: Linn Andersson (Sverige) |
| 15:00 UTC+1 | 15:00 UTC+1 |                                                                                       |                 |                           | Belfast Publik: 275 Domare: Linn Andersson (Sverige) | Belfast Publik: 275 Domare: Linn Andersson (Sverige) |
| 15:00 UTC+1 | 15:00 UTC+1 |                                                                                       |                 |                           | Belfast Publik: 275 Domare: Linn Andersson (Sverige) | Belfast Publik: 275 Domare: Linn Andersson (Sverige) |

|             | 16 juni 2012 | Norge | 11 – 00         | Bulgarien | Sarpsborg Stadion                                           |                                                             |
| 14:30 UTC+2 | 14:30 UTC+2  | Isabell Herlovsen 8′, 12′, 30′, 43′, 47′ Maren Mjelde 22′, 34′ Caroline Graham Hansen 48′ Cecilie Pedersen 78′ Mari Knudsen 80′ | (6 – 0) Rapport |           | Sarpsborg Publik: 642 Domare: Sandra Braz Bastos (Portugal) | Sarpsborg Publik: 642 Domare: Sandra Braz Bastos (Portugal) |
| 14:30 UTC+2 | 14:30 UTC+2  | |                 |           | Sarpsborg Publik: 642 Domare: Sandra Braz Bastos (Portugal) | Sarpsborg Publik: 642 Domare: Sandra Braz Bastos (Portugal) |
| 14:30 UTC+2 | 14:30 UTC+2  | |                 |           | Sarpsborg Publik: 642 Domare: Sandra Braz Bastos (Portugal) | Sarpsborg Publik: 642 Domare: Sandra Braz Bastos (Portugal) |

|             | 16 juni 2012 | Island                                                                     | 3 – 0           | Ungern | Laugardalsvöllur                                              |                                                               |
| 16:30 UTC±0 | 16:30 UTC±0  | Margrét Lára Viðarsdóttir 7′ Hólmfríður Magnúsdóttir 42′ Sandra Jessen 86′ | (2 – 0) Rapport |        | Reykjavik Publik: 1 395 Domare: Cristina Dorcioman (Rumänien) | Reykjavik Publik: 1 395 Domare: Cristina Dorcioman (Rumänien) |
| 16:30 UTC±0 | 16:30 UTC±0  |                                                                            |                 |        | Reykjavik Publik: 1 395 Domare: Cristina Dorcioman (Rumänien) | Reykjavik Publik: 1 395 Domare: Cristina Dorcioman (Rumänien) |
| 16:30 UTC±0 | 16:30 UTC±0  |                                                                            |                 |        | Reykjavik Publik: 1 395 Domare: Cristina Dorcioman (Rumänien) | Reykjavik Publik: 1 395 Domare: Cristina Dorcioman (Rumänien) |

|             | 20 juni 2012 | Ungern                | 1 – 3           | Belgien                                               | Rohonci Street Stadium                                   |                                                          |
| 17:00 UTC+2 | 17:00 UTC+2  | Anett Dombai-Nagy 19′ | (1 – 1) Rapport | 13′ Lien Mermans 65′ Janice Cayman 77′ Annaelle Wiard | Szombathely Publik: 225 Domare: Tanja Schett (Österrike) | Szombathely Publik: 225 Domare: Tanja Schett (Österrike) |
| 17:00 UTC+2 | 17:00 UTC+2  |                       |                 |                                                       | Szombathely Publik: 225 Domare: Tanja Schett (Österrike) | Szombathely Publik: 225 Domare: Tanja Schett (Österrike) |
| 17:00 UTC+2 | 17:00 UTC+2  |                       |                 |                                                       | Szombathely Publik: 225 Domare: Tanja Schett (Österrike) | Szombathely Publik: 225 Domare: Tanja Schett (Österrike) |

|             | 20 juni 2012 | Norge                               | 2 – 0           | Nordirland | Sarpsborg Stadion                                            |                                                              |
| 18:00 UTC+2 | 18:00 UTC+2  | Lene Mykjåland 77′ Maren Mjelde 86′ | (0 – 0) Rapport |            | Sarpsborg Publik: 627 Domare: Christine Baitinger (Tyskland) | Sarpsborg Publik: 627 Domare: Christine Baitinger (Tyskland) |
| 18:00 UTC+2 | 18:00 UTC+2  |                                     |                 |            | Sarpsborg Publik: 627 Domare: Christine Baitinger (Tyskland) | Sarpsborg Publik: 627 Domare: Christine Baitinger (Tyskland) |
| 18:00 UTC+2 | 18:00 UTC+2  |                                     |                 |            | Sarpsborg Publik: 627 Domare: Christine Baitinger (Tyskland) | Sarpsborg Publik: 627 Domare: Christine Baitinger (Tyskland) |

|             | 21 juni 2012 | Bulgarien | 00 – 10         | Island | Lovetj stadion                                    |                                                   |
| 18:00 UTC+3 | 18:00 UTC+3  |           | (0 – 3) Rapport | 10′, 80′ Katrín Jónsdóttir 29′, 50′ Sara Björk Gunnarsdóttir 36′, 49′ Margrét Lára Viðarsdóttir 64′ Dagný Brynjarsdóttir 67′ Katrín Ómarsdóttir 70′ Kristín Ýr Bjarnadóttir 73′ Dóra María Lárusdóttir | Lovetj Publik: 50 Domare: Elia Martinez (Spanien) | Lovetj Publik: 50 Domare: Elia Martinez (Spanien) |
| 18:00 UTC+3 | 18:00 UTC+3  |           |                 | | Lovetj Publik: 50 Domare: Elia Martinez (Spanien) | Lovetj Publik: 50 Domare: Elia Martinez (Spanien) |
| 18:00 UTC+3 | 18:00 UTC+3  |           |                 | | Lovetj Publik: 50 Domare: Elia Martinez (Spanien) | Lovetj Publik: 50 Domare: Elia Martinez (Spanien) |

|             | 15 september 2012 | Norge                                                         | 3 – 2           | Belgien                               | Ullevaal Stadion                                    |                                                     |
| 14:30 UTC+2 | 14:30 UTC+2       | Elise Thorsnes 4′ Isabell Herlovsen 50′ Marit Christensen 61′ | (1 – 0) Rapport | 54′ Tessa Wullaert 73′ Annaelle Wiard | Oslo Publik: 2 457 Domare: Teodora Albon (Rumänien) | Oslo Publik: 2 457 Domare: Teodora Albon (Rumänien) |
| 14:30 UTC+2 | 14:30 UTC+2       |                                                               |                 |                                       | Oslo Publik: 2 457 Domare: Teodora Albon (Rumänien) | Oslo Publik: 2 457 Domare: Teodora Albon (Rumänien) |
| 14:30 UTC+2 | 14:30 UTC+2       |                                                               |                 |                                       | Oslo Publik: 2 457 Domare: Teodora Albon (Rumänien) | Oslo Publik: 2 457 Domare: Teodora Albon (Rumänien) |

|             | 15 september 2012 | Island                                                 | 2 – 0           | Nordirland | Laugardalsvöllur                                          |                                                           |
| 16:15 UTC±0 | 16:15 UTC±0       | Hólmfríður Magnúsdóttir 37′ Fanndís Friðriksdóttir 53′ | (1 – 0) Rapport |            | Reykjavik Publik: 2 929 Domare: Efthalia Mitsi (Grekland) | Reykjavik Publik: 2 929 Domare: Efthalia Mitsi (Grekland) |
| 16:15 UTC±0 | 16:15 UTC±0       |                                                        |                 |            | Reykjavik Publik: 2 929 Domare: Efthalia Mitsi (Grekland) | Reykjavik Publik: 2 929 Domare: Efthalia Mitsi (Grekland) |
| 16:15 UTC±0 | 16:15 UTC±0       |                                                        |                 |            | Reykjavik Publik: 2 929 Domare: Efthalia Mitsi (Grekland) | Reykjavik Publik: 2 929 Domare: Efthalia Mitsi (Grekland) |

|             | 19 september 2012 | Ungern | 9 – 0           | Bulgarien | Stadion Városi                                            |                                                           |
| 15:00 UTC+2 | 15:00 UTC+2       | Fanny Vágó 12′ (str.), 14′, 52′, 54′ Lilla Sipos 37′ Bernadett Zágor 46′ Zsófia Rácz 73′, 74′ Anita Pádár 76′ | (3 – 0) Rapport |           | Sopron Publik: 65 Domare: Hilal Tuba Tosun Ayer (Turkiet) | Sopron Publik: 65 Domare: Hilal Tuba Tosun Ayer (Turkiet) |
| 15:00 UTC+2 | 15:00 UTC+2       | |                 |           | Sopron Publik: 65 Domare: Hilal Tuba Tosun Ayer (Turkiet) | Sopron Publik: 65 Domare: Hilal Tuba Tosun Ayer (Turkiet) |
| 15:00 UTC+2 | 15:00 UTC+2       | |                 |           | Sopron Publik: 65 Domare: Hilal Tuba Tosun Ayer (Turkiet) | Sopron Publik: 65 Domare: Hilal Tuba Tosun Ayer (Turkiet) |

|             | 19 september 2012 | Nordirland | 0 – 2           | Belgien                           | Windsor Park                                         |                                                      |
| 18:30 UTC+1 | 18:30 UTC+1       |            | (0 – 0) Rapport | 77′ Janice Cayman 86′ Aline Zeler | Belfast Publik: 300 Domare: Esther Staubli (Schweiz) | Belfast Publik: 300 Domare: Esther Staubli (Schweiz) |
| 18:30 UTC+1 | 18:30 UTC+1       |            |                 |                                   | Belfast Publik: 300 Domare: Esther Staubli (Schweiz) | Belfast Publik: 300 Domare: Esther Staubli (Schweiz) |
| 18:30 UTC+1 | 18:30 UTC+1       |            |                 |                                   | Belfast Publik: 300 Domare: Esther Staubli (Schweiz) | Belfast Publik: 300 Domare: Esther Staubli (Schweiz) |

|             | 19 september 2012 | Norge                               | 2 – 1           | Island                        | Ullevaal Stadion                                        |                                                         |
| 19:30 UTC+2 | 19:30 UTC+2       | Maren Mjelde 39′ Elise Thorsnes 42′ | (2 – 0) Rapport | 66′ Margrét Lára Viðarsdóttir | Oslo Publik: 1 378 Domare: Bibiana Steinhaus (Tyskland) | Oslo Publik: 1 378 Domare: Bibiana Steinhaus (Tyskland) |
| 19:30 UTC+2 | 19:30 UTC+2       |                                     |                 |                               | Oslo Publik: 1 378 Domare: Bibiana Steinhaus (Tyskland) | Oslo Publik: 1 378 Domare: Bibiana Steinhaus (Tyskland) |
| 19:30 UTC+2 | 19:30 UTC+2       |                                     |                 |                               | Oslo Publik: 1 378 Domare: Bibiana Steinhaus (Tyskland) | Oslo Publik: 1 378 Domare: Bibiana Steinhaus (Tyskland) |